# Beach touch
Il Beach Touch Rugby è uno sport di squadra variante del Rugby al Tocco che viene giocato su un campo in sabbia di 30 metri x 15 metri, opportunamente preparato.

## Le sette regole fondamentali
1. All'inizio del gioco e dopo ogni meta, la squadra in attacco parte dalla propria linea di meta con un tap (pallone a terra, tocco con il piede e passaggio); la squadra in difesa parte da metà campo.
2. La squadra in attacco è formata da 3 giocatori, la squadra in difesa da 2. Nel caso di un cambio di possesso il numero di giocatori va adattato al nuovo attacco e alla nuova difesa.
3. C'è un cambio di possesso se:
Il possessore di palla ne perde il controllo;
Se un difensore intercetta un pallone anche se poi non riesce a trattenerlo;
Se il pallone viene passato in avanti;
Se il pallone viene passato da un giocatore che è stato toccato;
Se al momento della ripresa del gioco dopo un touch il possessore di palla non passa immediatamente il pallone;
Se la squadra in attacco subisce quattro (4) touch;
4. Ogni squadra ha a disposizione quattro tentativi per segnare un punto con una meta, la difesa dopo ogni touch deve indietreggiare di tre (3) metri;
5. Dopo un touch l'attaccante toccato tocca terra con il pallone e da fermo passa la palla ad un compagno;
6. Il touch viene effettuato con le stesse regole del Touch Rugby, una mano sola, minima forza, qualsiasi parte del corpo dell'attaccante con qualsiasi parte del corpo del difensore;
7. Se l'attacco viene toccato a meno di tre metri dalla linea di meta, la squadra per riprendere il gioco deve indietreggiare fino a tre metri dalla linea di meta

## Beach Touch Rugby
Sotto l'egida del FIRA - Associazione Europea di Rugby il Beach Touch Rugby insieme con il Beach TAG Rugby, varianti praticate in Europa del gioco del Beach Rugby, sono diventati regolamenti ufficiali IRB sotto il controllo diretto della FIRA stessa.

## Indoor Touch
Viene chiamato Indoor Touch il Beach Touch praticato su superfici diverse dalla sabbia ma con le medesime regole.
Tornei di Touch Indoor possono essere disputati in palestre e strutture al coperto, sull'erba e addirittura sull'asfalto.

## Prime manifestazioni in Italia
Pur essendo praticato da anni in tutta Europa come sport non agonistico è solo dal 2008 che in Italia la Lega Italiana Touch Rugby organizza la prima manifestazione di Beach Touch Rugby ufficiale.
Il primo torneo Touch Indoor organizzato in Italia è stato quello svoltosi il 6 maggio 2008 a Marano Vicentino (VI), patrocinato dalla Lega Italiana Touch Rugby.

## Fonti
- (EN) FIRA-AER, su fira-aer-rugby.com. URL consultato l'11 aprile 2009 (archiviato dall'url originale il 4 agosto 2009).